# Amphinemura puebla
Amphinemura puebla is een steenvlieg uit de familie beeksteenvliegen (Nemouridae). De wetenschappelijke naam van de soort is voor het eerst geldig gepubliceerd in 1972 door Baumann & Gaufin.